# جينا راسيل
جينا راسيل (بالإنجليزية: Jenna Russell)‏ هي ممثلة بريطانية، ولدت في 5 أكتوبر 1967 ببادنغتون في المملكة المتحدة. من الجوائز التي نالتها جائزة المسرح العالمي سنة 2008 وجائزة لورنس أوليفيه.

## أعمال

### أفلام
- (2014) موردكاي[4]

### مسلسلات
- إيست إندرز

## جوائز وترشيحات
جوائز
- جائزة المسرح العالمي (2008)
- جائزة لورنس أوليفيه

ترشيحات
- جائزة توني عن فئة أفضل ممثلة في مسرحية موسيقية [الإنجليزية]‏ (2008)

## وصلات خارجية
- جينا راسيل على موقع IMDb (الإنجليزية)
- جينا راسيل على موقع ميوزك برينز (الإنجليزية)
- جينا راسيل على موقع قاعدة بيانات برودواي على الإنترنت (الإنجليزية)
- جينا راسيل على موقع قاعدة بيانات الفيلم (الإنجليزية)